# Дьюївілл (Техас)
Дьюївілл (англ. Deweyville) — переписна місцевість (CDP) в США, в окрузі Ньютон штату Техас. Населення — 571 особа (2020).

## Географія
Дьюївілл розташований за координатами 30°18′4″ пн. ш. 93°46′28″ зх. д. / 30.30111° пн. ш. 93.77444° зх. д. (30.301184, -93.774566).  За даними Бюро перепису населення США в 2010 році переписна місцевість мала площу 29,28 км², з яких 29,04 км² — суходіл та 0,24 км² — водойми.

## Демографія
Згідно з переписом 2010 року, у переписній місцевості мешкали 1023 особи в 408 домогосподарствах у складі 273 родин. Густота населення становила 35 осіб/км².  Було 470 помешкань (16/км²).
Расовий склад населення:
| - 94,4 % — білих - 1,5 % — корінних американців - 1,2 % — чорних або афроамериканців - 0,2 % — азіатів |

До двох чи більше рас належало 2,6 %. Частка іспаномовних становила 1,8 % від усіх жителів.
За віковим діапазоном населення розподілялося таким чином: 22,2 % — особи молодші 18 років, 62,8 % — особи у віці 18—64 років, 15,0 % — особи у віці 65 років та старші. Медіана віку мешканця становила 41,5 року. На 100 осіб жіночої статі у переписній місцевості припадало 96,7 чоловіків;  на 100 жінок у віці від 18 років та старших — 92,7 чоловіків також старших 18 років.
Середній дохід на одне домашнє господарство  становив 46 008 доларів США (медіана — 39 310), а середній дохід на одну сім'ю — 53 658 доларів (медіана — 47 039). За межею бідності перебувало 3,1 % осіб, у тому числі 0,0 % дітей у віці до 18 років та 0,0 % осіб у віці 65 років та старших.
Цивільне працевлаштоване населення становило 267 осіб. Основні галузі зайнятості: освіта, охорона здоров'я та соціальна допомога — 50,9 %, будівництво — 17,2 %, публічна адміністрація — 11,2 %, транспорт — 10,5 %.